# Clarkston Heights-Vineland
Clarkston Heights-Vineland – jednostka osadnicza w Stanach Zjednoczonych, w stanie Waszyngton, w hrabstwie Asotin.